# José Martínez Millán
José Martínez Millán (geb. vor 1978) ist ein spanischer Historiker mit Schwerpunkt auf frühneuzeitlicher Geschichte. Er ist Professor für neuere Geschichte (Historia Moderna) an der Universidad Autónoma de Madrid.
Martínez Millán trat seit 1978 mit seiner Forschung über die Finanzierung der spanischen Inquisition hervor, die weiterhin zu seinen Spezialgebieten gehört. Seine Schwerpunkte liegen auf dem religiösen und spirituellen Leben Spaniens im 16. und 17. Jahrhundert und auf der Dynastie der spanischen Habsburger mit ihrem Hof und ihren europaweiten Verflechtungen. Martínez Millán leitet auch an seiner Universität das Institut über den europäischen Hof (Instituto Universitario La Corte en Europa).
Mit seinen Büchern zu populären Themen erreicht er eine Öffentlichkeit auch jenseits des Fachpublikums.  Derzeit forscht er über den Königshof Philipps IV. und über die Ursachen für das Ende der spanischen Habsburgerdynastie.

## Werke
- La Inquisición en el encuentro conflictivo de la filosofía moderna con el pensamiento tradicional. Un episodio revelador a mediados a mediados del siglo XVIII español, in: Pensamiento. Revista de investigación e Información filosófica, ISSN 0031-4749, 34 (1978), Nr. 135, S. 309–332.
- La hacienda de la Inquisición (1478–1700), Madrid 1984.
- (Hrsg.): Instituciones y élites de poder en la Monarquía hispana, Madrid 1992.
- (Hrsg.): La Corte de Felipe II, Madrid 1994.
- (Hrsg.): La Corte de Carlos V., 5 Bde., Madrid 2000.
- (Hrsg.): La Monarquía de Felipe II, 2 Bde., Madrid 2005.
- (Hrsg.): La Monarquía de Felipe III, 4 Bde., Madrid 2008.
- (Hrsg.): Centros de poder italianos en la monarquía hispánica, Madrid 2010.
- (Hrsg.): Las relaciones discretas ente las monarquías hispana y portuguesa. Las Casas de las Reinas (siglos XV–XIX), Madrid 2008.
- (Hrsg.): La corte en Europa. Política y religión (siglos XVI–XVIII), 3 Bde., Madrid 2012. (im Erscheinen)